# Bylerward
Bylerward ist ein Ortsteil der niederrheinischen Stadt Kalkar im nordrhein-westfälischen Kreis Kleve. Das zwischen Wissel und Emmericher Eyland liegende dünn besiedelte Poldergebiet wird durch das Flüsschen Kalflack entwässert, das den Polder westlich umfließt und gegenüber Emmerich in den Rhein mündet. Kleinere Entwässerungsgräben sind das Volksgatt und der Entensumpfgraben.
Das etwa 728 Hektar große Gebiet ist ein Landschaftsschutzgebiet und wird überwiegend landwirtschaftlich genutzt. Seit den 1960er Jahren wird der Polder, der zuvor alljährliche Überschwemmungen kannte, durch einen massiven Winterdeich geschützt.

## Fauna und Flora
Zur Fauna von Bylerward gehören verbreitete Wildtierarten wie Reh, Hase, Fasan und Ente, aber auch Fuchs, Dachs, Bisamratte und Fledermaus. In der kalten Jahreszeit überwintern im Gebiet von Bylerward große Gruppen arktischer Gänse.
Auch folgende Vögel lassen sich beobachten: Schwan, Weißstorch, Kiebitz, Uferschnepfe, Großer Brachvogel, Austernfischer, Kormoran, Mäusebussard, Turmfalke, Schleiereule, Waldohreule, Steinkauz, Rebhuhn, Mehlschwalbe, Rauchschwalbe, Kuckuck, Dohle, Kleinspecht, Zaunkönig, Stieglitz, Schilfrohrsänger, Eisvogel, Grauschnäpper, Gartenbaumläufer, Lerche und verschiedene Arten von Reihern, Tauben, Möwen, Meisen und Finken.
Als seltene Lurche bzw. Insekten, die in Bylerward vorkommen, werden in einem Gutachten Kreuzkröte, Kammmolch und Früher Schilfjäger, eine Libellenart, genannt.
Die Flora der Hecken und Wegränder besteht unter anderem aus Weiden, Schlehen und Weißdornen.

## Nutzungspläne
Ein Planungsvorhaben, das staatliche Behörden um 2000 herum präsentierten, sah vor, einen großen Teil des Polders (720 Hektar, 30 Millionen m³) als Retentionsfläche auszuweisen. Es stieß auf den Widerstand der Bevölkerung und wurde bis heute (2015) nicht weiterverfolgt.
Auch Planungen zur Anlage einer Start- und Landebahn für Segelflieger (und vielleicht auch einige Sportflugzeuge) wurden nach Protesten besorgter Anwohner bis jetzt (2015) nicht weiter verfolgt.

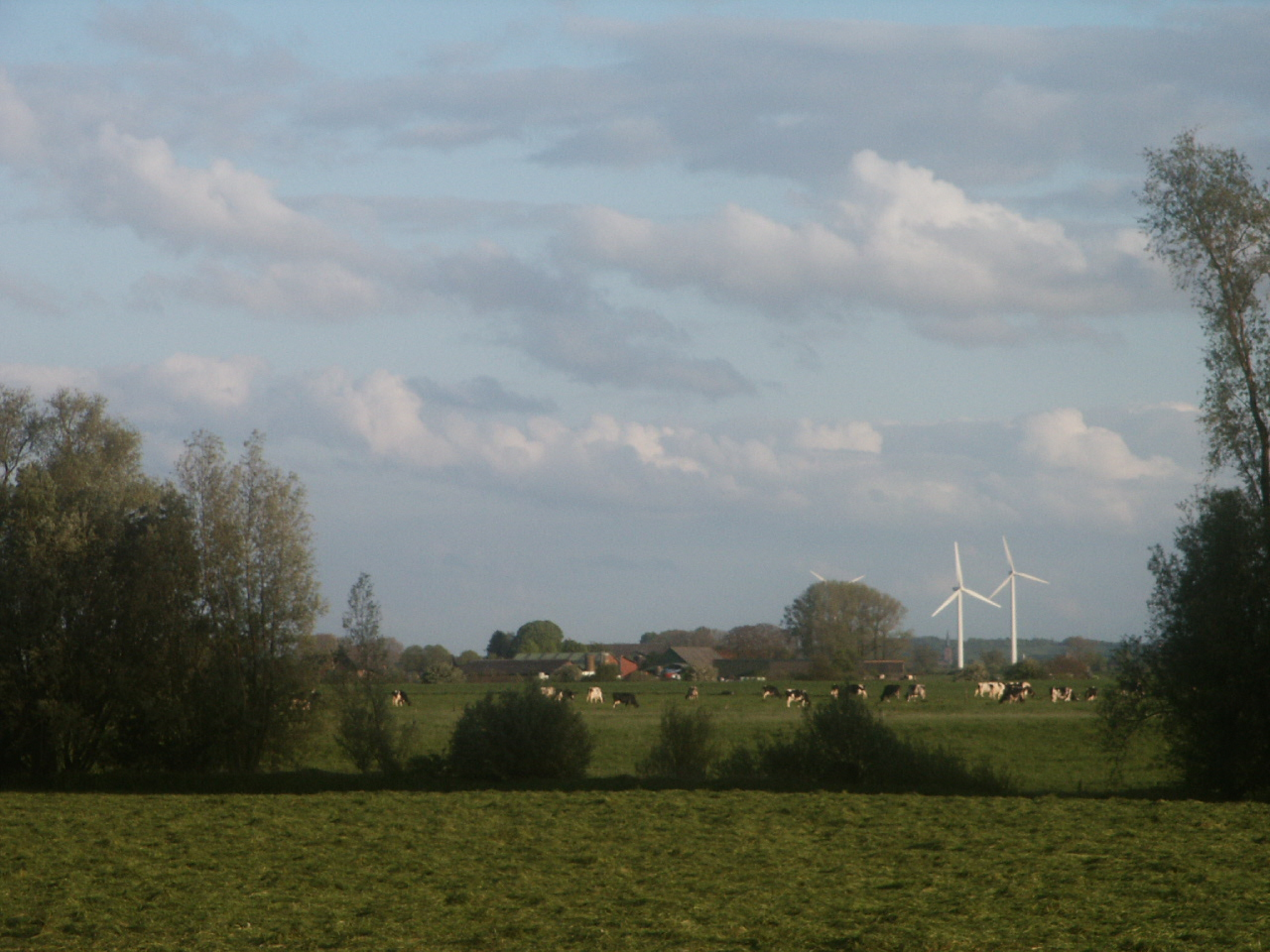
Landschaft in Bylerward
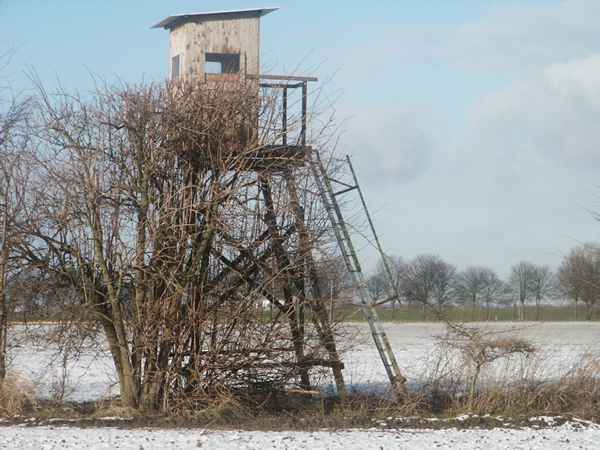
Hochsitz
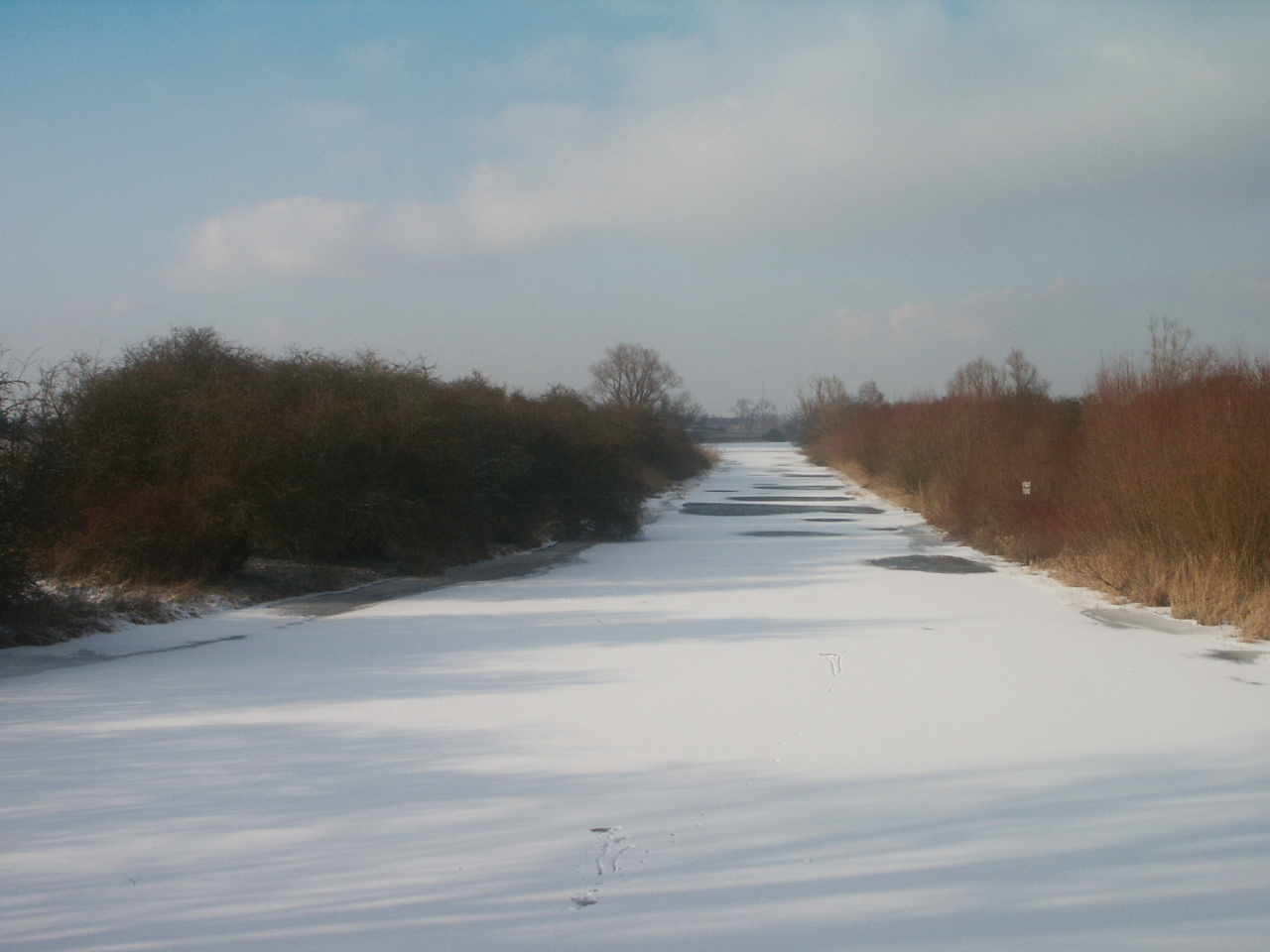
Kalflack im Winter